# Lado Gurgenidze
Vladimer "Lado" Gurgenidze (gruzínsky: ვლადიმერ (ლადო) გურგენიძე) (narozen 17. prosince 1970 v Tbilisi) je gruzínský politik a bývalý premiér Gruzie. Před nástupem do funkce premiéra předsedal dozorčí radě významné gruzínské banky Bank of Georgia.

## Biografie
Gurgenidze vystudoval ekonomii na Tbiliské státní univerzitě a na vysoké škole Middlebury College. Dále absolvoval obor MBA na škole Goizueta Bussiness School při Emory University v Atlantě. Po ukončení studií se stal v roce 1997 na rok ředitelem ruské pobočky nizozemského finančního ústavu ABN AMRO. V roce 1998 se přestěhoval do Londýna, kde působil ve vysokých funkcích banky ABN AMRO. V Británii navíc získal britské občanství, takže získal dvojí občanství. V roce 2003 nastoupil do další renomované investiční banky Putnam Lovell NBF, vlastněné kanadskou Národní bankou.
Gurgenidze je ženatý a má celkem čtyři syny.

### Návrat do Gruzie
Po událostech z roku 2003 známých jako Růžová revoluce, během které byl svržen gruzínský prezident Eduard Ševardnadze, se Gurgenidze rozhodl vrátit do vlasti. V roce 2004 získal místo ředitele banky Bank of Georgia (BoG) a jeho zásluhou se BoG vypracovala v jednu z největších gruzínských bank. V květnu 2006 se stal předsedou Dozorčí rady BoGu. V listopadu 2007 se z důvodu svého vstupu do politiky musel této funkce vzdát.

### Premiér
Krátce po listopadových protivládních demonstracích prezident Saakašvili nominoval Gurgenidzeho na post premiéra, když 16. listopadu 2007 odstoupil ze zdravotních důvodů stávající premiér Zurab Nogaideli. 22. listopadu získal důvěru parlamentu a nic už nestálo v cestě, aby se stal premiérem. Přestože neměl s politikou žádné praktické zkušenosti, vystupoval už několik let jako Saakašviliho stoupenec a hlasitě kritizoval opozici během demonstrací v listopadu 2007. Během své vlády pokračoval v liberalizaci ekonomiky Gruzie.
Dne 27. října 2008 se však Lado Gurgenidze po dohodě se Saakašvilim vzdal funkce premiéra, aby gruzínská vláda dostala, podle jeho vlastních slov, nový impuls. Svou rezignaci plánoval už od léta (protože Saakašvilimu řekl už v době svého jmenování, že vydrží být premiérem maximálně jeden rok), ale kvůli vypuknutí války v Jižní Osetii ve své funkci setrval až do této doby. Gurgenidze byl přesvědčen, že svůj úkol v roli premiéra splnil a chystal se ujmout vedoucí pozice ve výboru na obnovu gruzínské ekononomiky, na kterou dolehla poslední válka a finanční krize ve světě. Jeho nástupcem na postu premiéra se stal Grigol Mgaloblišvili.

### Odchod z politiky a mezinárodní angažmá
Po odchodu z postu premiéra se často objevoval na veřejných fórech a debatách, kde vysvětloval připravované vládní ekonomické reformy. Také sloužil zahraničním vládám, zejména rozvojových zemí z Afriky, kterým radil, jak postupovat při zavádění reforem volného trhu. Od dubna roku 2009 nastoupil do funkce jednoho z ředitelů "centra alternativních investic" při americké Univerzitě Emory a v září 2009 byl z rozhodnutí předsedy vlády Rwandy jmenován předsedou dozorčí rady největší rwandské banky, Bank of Kigali. V téže době se spojil s rumunským miliardářem Dinem Patriciem a společně založili investiční společnost Liberty Investments, zaměřenou na otevřené ekonomiky v zemích s nízkými daněmi a nízkou úrovní korupce. Tato společnost ihned po založení zakoupila gruzínskou banku Liberty Bank, jež patří mezi největší v zemi. V těchto funkcích působí dodnes (2014)
Dne 26. května 2010 byl prezidentem Saakašvilim vyznamenán prezidentským řádem za vedení země v době války o Jižní Osetii a za inovace v gruzínské ekonomice, jež se osvědčily.